# شارل گراویه، کنت ورجنس
شارل گراویه، کنتِ ورجنس (به انگلیسی: Charles Gravier, Count of Vergennes) (۲۹ دسامبر ۱۷۱۹ - ۱۳ فوریه ۱۷۸۷) دولت‌مرد و دیپلمات فرانسوی بود. او از سال ۱۷۷۴ در زمان سلطنت لوئی شانزدهم، همزمان با جنگ استقلال آمریکا، به عنوان وزیر امور خارجه خدمت کرده‌است.

## نگارخانه

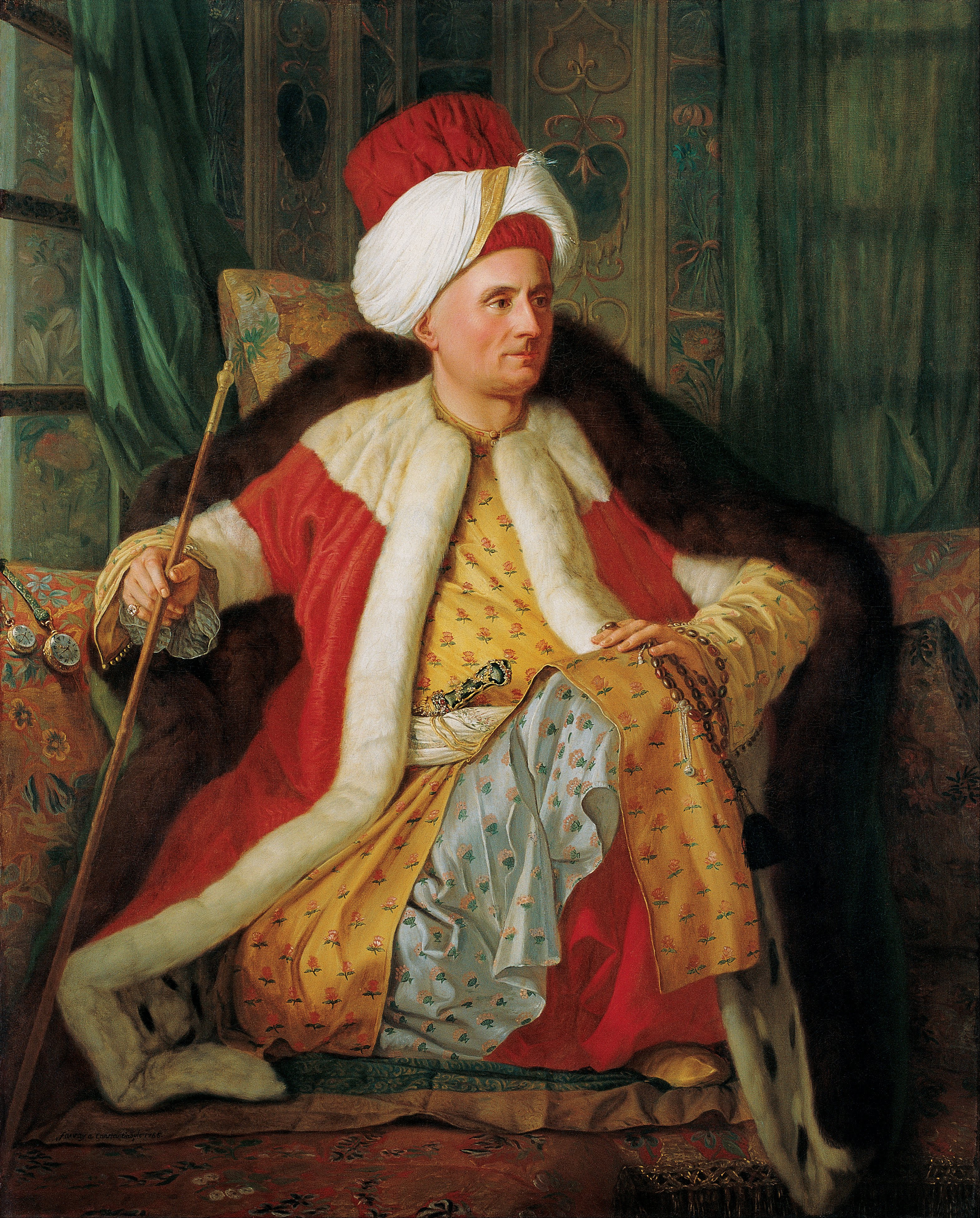
شارل گراویه، کنتِ ورجنس در لباس عثمانی، نقاشی‌شده توسط آنتوان دو فاوری، ۱۷۶۶، موزه پرا، استانبول
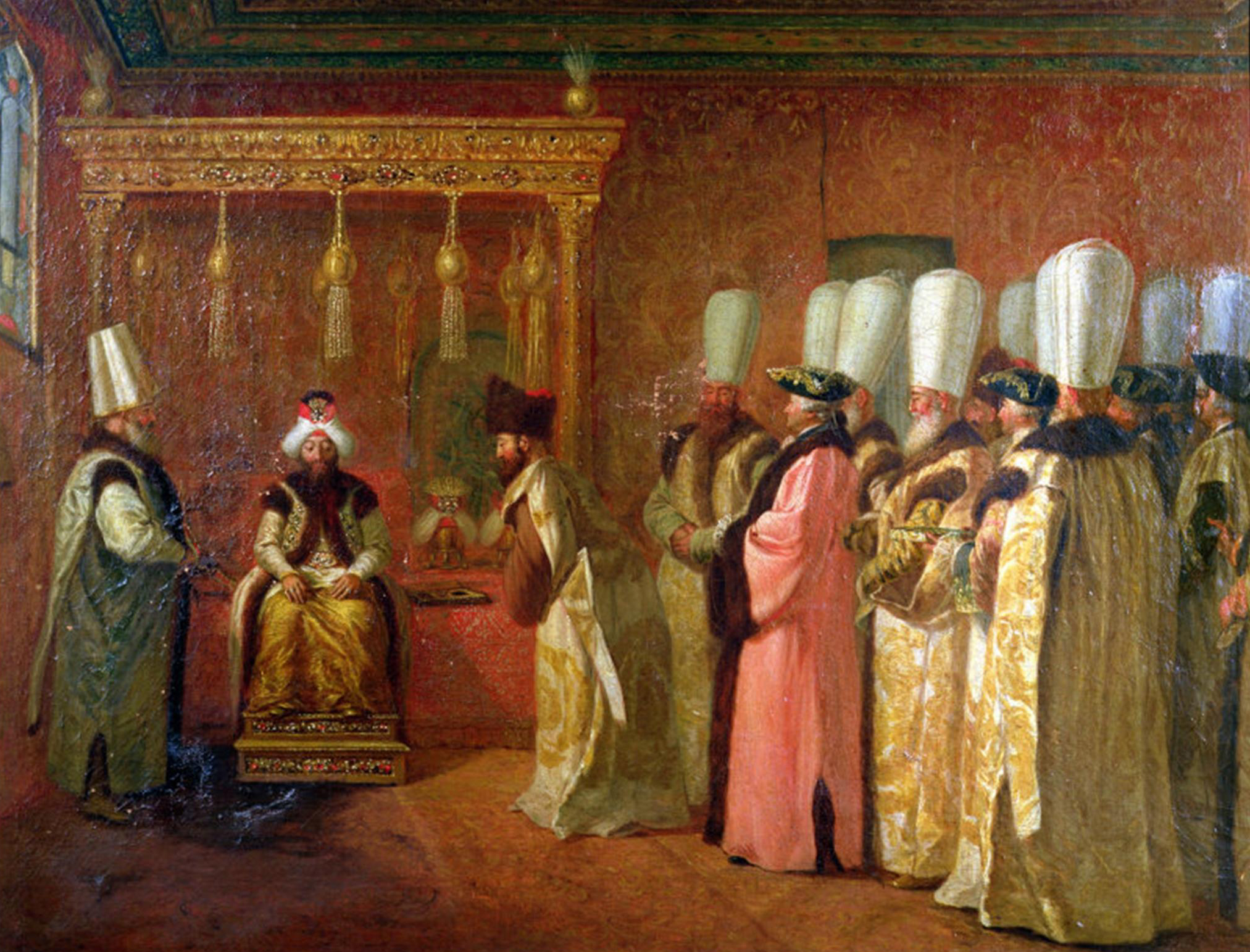
ملاقات رسمی شارلِ ورجنس با سلطان عثمان سوم در سال ۱۷۵۵، موزه پرا، استانبول
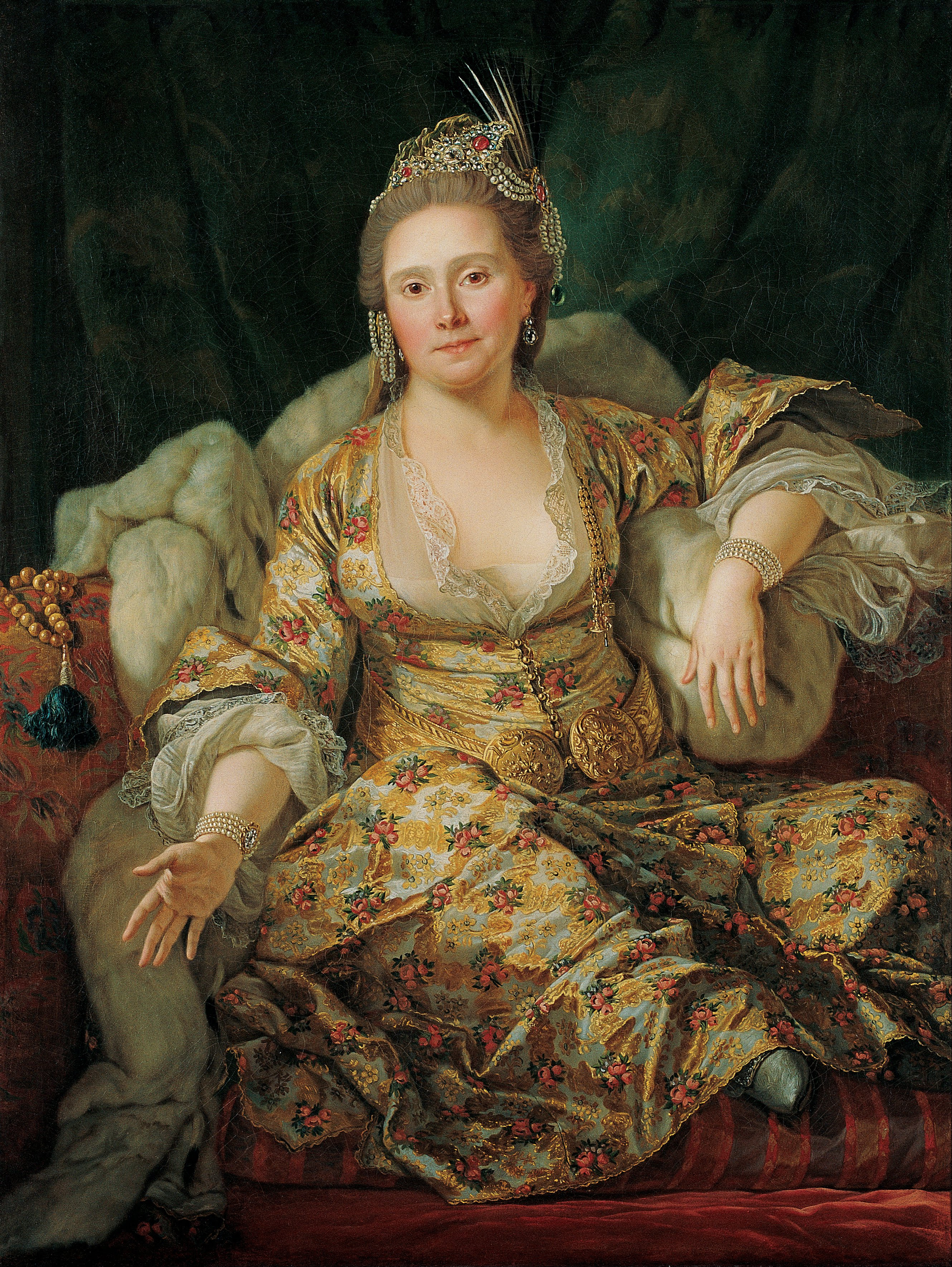
همسر شارل گراویه، آن دوویویه، کُنتسِ ورجنس، در لباس شرقی، اثر آنتوان دو فاوری